# Baihua, Guangdong
Baihua (kinesiska: 白花) är en köping i sydöstra Kina. Den ligger i Huidong härad i staden Huizhou i provinsen Guangdong, omkring 140 kilometer öster om provinshuvudstaden Guangzhou. Antalet invånare är 63 904. Befolkningen består av 31 480 kvinnor och 32 424 män. Barn under 15 år utgör 19,0 %, vuxna 15-64 år 71 %, och äldre över 65 år 8,0 %.